# Karl Friedrich Reimers
Karl Friedrich Reimers (* 3. März 1935 in Eddelak-Warfen) ist ein deutscher Kommunikationswissenschaftler, Drehbuchautor, Medienwissenschaftler, Publizist und Hochschullehrer.

## Leben
Karl Friedrich Reimers, Sohn von Friedel Reimers, geborene Frederking, und des Pastors Friedrich Reimers, wuchs in Mölln auf. Von 1954 bis 1955 wirkte er als Redakteur in Lübeck. Sein Abitur legte er 1956 in Lübeck am Abendgymnasium der Lübecker Volkshochschule ab. Anschließend arbeitete er zunächst in Wyk auf der Insel Föhr als Erzieher in dem Baltischen Carl-Hunnius-Internat. Von 1957 bis 1963 studierte er Geschichte, Publizistik, Theologie und Kulturwissenschaft in Bonn, Köln, Hamburg und Berlin. 1963 wurde er in Hamburg an der Philosophischen Fakultät zum Dr. phil. promoviert. Thema seiner Dissertation ist Lübeck im Kirchenkampf des Dritten Reiches. Nationalsozialistisches Führerprinzip und Evangelisch-Lutherische Landeskirche von 1933–1945.
Im Jahr 1964 übernahm Reimers in Göttingen als Institutsreferent und Dozent bis 1974 die Aufgaben eines Forschungsreferenten und leitete bis 1975 das Editionsprogramm Filmdokumente zur Zeitgeschichte am Institut für Wissenschaftlichen Film (IWF). Ab 1966 hatte er einen Lehrauftrag für Publizistik und Zeitgeschichte und arbeitete von 1969 bis 1975/76 nebenamtlich als Dozent mit Prüfungsberechtigung an der Universität Göttingen.
Als Professor für Kommunikationswissenschaft wurde Reimers 1975 auf den Lehrstuhl für Allgemeine und Spezielle Kommunikationswissenschaft sowie Didaktik der audiovisuellen Medien (ab 1990 Lehrstuhl für Kommunikations- und Medienwissenschaft) an der Hochschule für Fernsehen und Film München (HFF) berufen. Zusätzlich lehrte er von 1976 bis 1991/92 nebenamtlich am Institut für Kommunikationswissenschaft (Zeitungswissenschaft) der Universität München.
Im Jahr 1978 wurde er Mitglied der Österreichischen Gesellschaft für Filmwissenschaft, Kommunikations- und Medienforschung.
1991 wurde er Gründungsdekan des Fachbereichs Kommunikations- und Medienwissenschaft der Universität Leipzig, ab 1992 außerdem Honorarprofessor für Kommunikationswissenschaft und Zeitgeschichtliche Publizistik an der Universität Leipzig. Er entscheidenden Anteil daran, dass das Institut für Kommunikations- und Medienwissenschaft als „Ökumene der akademischen Disziplinen“ zu einer der größten Einrichtungen des Fachs im deutschen Sprachraum werden konnte. Für seine herausragende Leistung als Gründungsdekan erhielt Reimers 1993 den Hans Bausch Mediapreis des SWR und die Caspar-Borner-Medaille der Universität Leipzig.
Karl Friedrich Reimers ist evangelisch, ab 1965 mit Edeltraut Reimers, geborene Mundt (1936–2017), verheiratet, lebt in Ismaning und hat zwei Söhne, darunter den 1966 in Göttingen geborenen Oberkirchenrat Stefan Reimers.

## Schriften (Auswahl)
- Lübeck im Kirchenkampf des Dritten Reiches. Nationalsozialistisches Führerprinzip und Evangelisch-Lutherische Landeskirche von 1933–1945 (= Arbeiten zur Geschichte des Kirchenkampfes. Ergänzungsreihe, Band 2). Vandenhoeck & Ruprecht, Göttingen 1965; zugleich Dissertation an der Universität Hamburg 1963.

als Herausgeber
- mit G. Moltmann: Zeitgeschichte im Film- und Tondokument. 1970.
- mit H. Friedrich: Zeitgeschichte in Film und Fernsehen / Contemporary history in film and television: Analyse – Dokumentation – Didaktik (= Studies in history, film and society. Band 3). Ölschläger, München 1982, ISBN 978-3-88295-089-2.
- Von der Kino-Wochenschau zum aktuellen Fernsehen (= Kommunikation audiovisuell. Band 3). Ölschläger, München 1983, ISBN 978-3-88295-065-6.
- Zeichenentwicklung, Bedeutungswandel, Handlungsmuster. 1983.
- mit Rüdiger Steinmetz: Rundfunk in Deutschland: Entwicklungen und Standpunkte (= Kommunikation audiovisuell. Band 12). Ölschläger, München 1988, ISBN 978-3-88295-129-5.
- Unser Jahrhundert in den Medien: 75 Jahre Universitätsinstitut. 1. Internationale Leipziger Hochschultage für Medien u. Kommunikation 1991 vom 1. bis 3. Nov. 1991 (= Leipziger Universitätsbeiträge zur Kommunikations- und Medienwissenschaft. Band 1).  Universität Leipzig, Fachbereich Kommunikations- u. Medienwissenschaften, Leipzig 1993.
- mit Hermann Schmid: „Das wollen die Leute sehen“. Unterhaltung und Aktualität im kommerziellen Fernsehen (= Kommunikation audiovisuell. Band 23). UVK-Medien, Konstanz 1998, ISBN 978-3-89669-218-4.